# 森敬斗
森 敬斗（もり けいと、2002年1月28日 - ）は、静岡県静岡市葵区出身のプロ野球選手（内野手）。右投左打。横浜DeNAベイスターズ所属。

## 経歴

### プロ入り前
静岡市立清沢小学校3年時に軟式野球を始める。静岡市立藁科中学校在学時は硬式の島田ボーイズでプレー。当初は外野手兼投手で3年春から三塁手となった。島田ボーイズ時代の1学年上には村松開人がいた。
中学卒業後は神奈川県の桐蔭学園高等学校に進学。1年夏からベンチ入りし、2年秋から主将となる。その秋季大会では県大会で準優勝の成績を収めると、関東大会では初戦の常総学院高戦で逆転サヨナラ満塁本塁打、決勝の春日部共栄高戦でも2本塁打を打つ活躍を見せ、同校を24年ぶりの優勝に導いた。3年春に出場を果たした第91回選抜高等学校野球大会では、初戦で啓新高に3対5で敗れたものの、「3番・遊撃手」として出場し4打数3安打1打点の成績を残した。3年夏の神奈川大会では4回戦で向上高に敗れ、選手権大会への出場は叶わなかったが、U-18ワールドカップの日本代表に内野手として選出され、1番打者を任された。ただし、遊撃手を6人選出したチーム事情から中堅の守備に就いた。大会中は打率.320、出塁率5割と活躍を見せ、大会終了後にプロ志望届を提出。桐蔭学園は多数のプロ野球選手を輩出しているが、高卒でプロ入りした選手は1977年にヤクルトスワローズに入団した渋井敬一が最後で、森も周囲からは大学に進学してからプロを目指すことを勧められていたが、自らの強い意志でプロ志願届提出を決意した。
2019年10月17日に行われたドラフト会議では横浜DeNAベイスターズから1位指名を受けた。球団にとっては筒香嘉智以来10年ぶりの高卒野手の1位指名となった。11月23日に仮契約を結び、契約金1億円、年俸1000万円（金額は推定）という条件で入団した。背番号は6。担当スカウトは稲嶺茂夫。

### 横浜DeNA時代

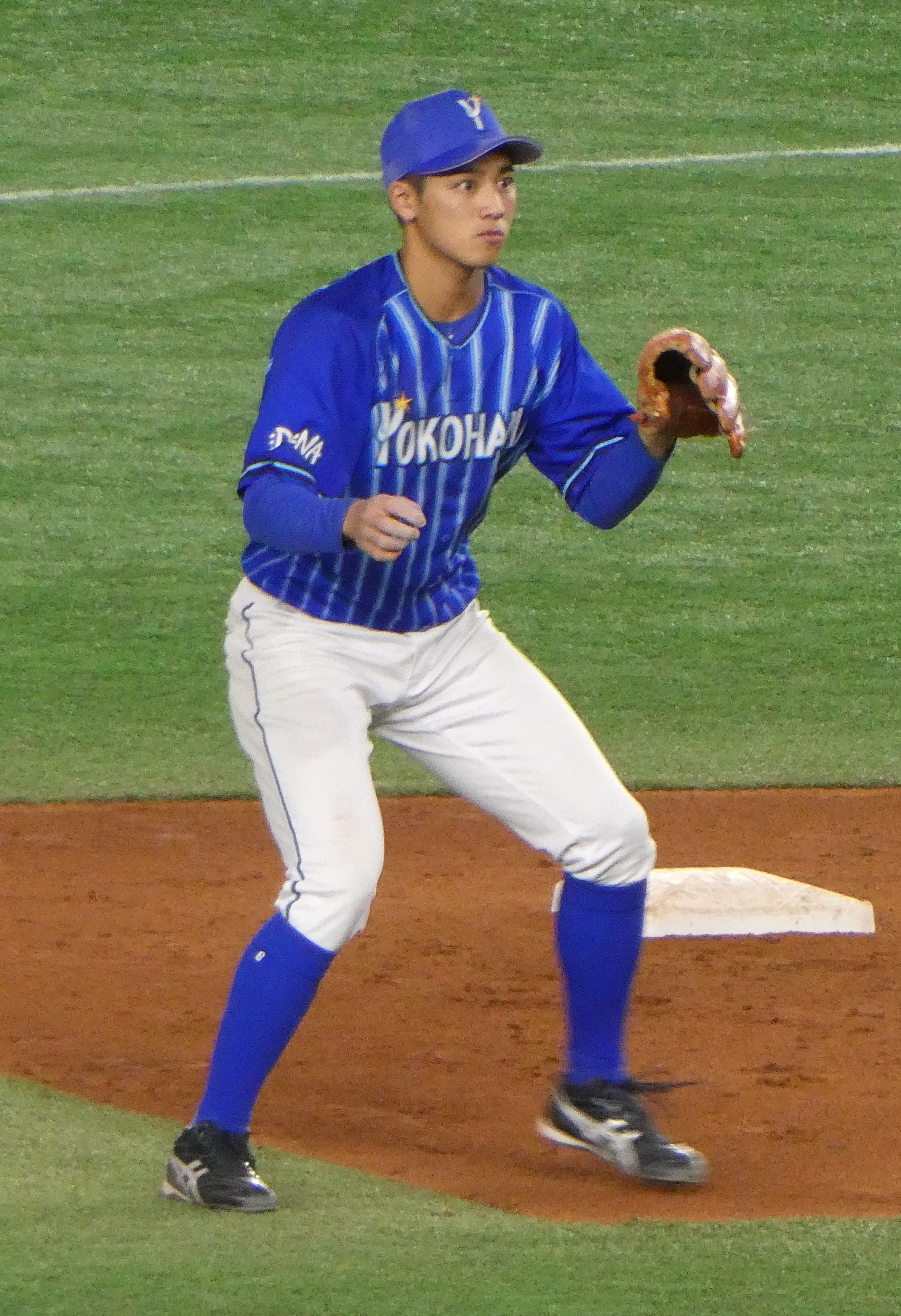
2021年8月28日 東京ドームにて

2020年は、新型コロナウィルス流行の影響で開幕が遅れるなかで二軍スタートを迎える。7月2日、イースタン・リーグの東北楽天ゴールデンイーグルス戦で藤平尚真から公式戦初安打となる本塁打を記録。シーズン終盤の10月27日に初めて一軍に昇格すると、同日の読売ジャイアンツ戦（横浜スタジアム）、8回裏に石田健大の代打で初出場。チアゴ・ビエイラの154キロの直球を左翼フェンス直撃の二塁打にし、初打席で初安打を記録した。10月31日の阪神タイガース戦（横浜）では、「2番・遊撃手」でプロ初先発を果たした。一軍では8試合に出場し、打率.250（12打数3安打）、二軍では遊撃手として58試合に出場し、打率.210、2本塁打、13打点、7盗塁という成績だった。11月16日、現状維持となる推定年俸1000万円で契約を更改した。
2021年も二軍で開幕を迎え、二軍では遊撃手として69試合に出場し、打率.255、6本塁打、29打点、16盗塁を記録。7月10日に、怪我で離脱した柴田竜拓と入れ替わる形で一軍初昇格を果たすと、翌日の7月11日の中日ドラゴンズ戦（バンテリンドーム ナゴヤ）では先発出場し、プロ初犠打、プロ初複数安打を記録した。7月12日の阪神戦（甲子園球場）では、青柳晃洋からプロ初打点を記録した。しかし徐々に疲労も見え始め、30打席連続無安打に陥るなどして打撃成績を落とし、そこからは主に代走要員としてシーズン終了まで一軍に帯同した、44試合に出場し、打率.194、0本塁打、5打点、4盗塁という成績だった。12月3日、350万円増となる推定年俸1350万円で契約を更改した。
2022年は、春季キャンプから初の一軍スタートとなる。遊撃手としてレギュラー獲得に意気込んでいたが、2月27日の巨人とのオープン戦で本塁を狙った走塁で転倒し、右太腿裏の肉離れと左足首の捻挫と診断され、開幕から出遅れる。その後、リハビリと二軍での調整を経て、6月3日の楽天ゴールデンイーグルス戦（横浜）で一軍に合流。翌4日の同じく楽天戦で7回裏の同点の場面から代打起用されると、シーズン初安打とシーズン初盗塁を決め、チームの勝利に貢献。その後、先発起用を増やしていくと好守備でもチームを盛り立てていき、6月23日の巨人戦（東京ドーム）では、6回表に戸田懐生からプロ初本塁打を記録した。7月22日に新型コロナウィルスの陽性判定を受け一時離脱をしたが、9月に入ると3か月ぶりの本塁打を打つなど連続安打を重ねていき、月間打率.311を記録。前半戦の離脱が響き最終的には61試合の出場に留まり、打率.234、2本塁打、6打点、5盗塁という成績だった。11月22日、650万円増となる推定年俸2000万円で契約を更改した。
2023年は、開幕を一軍で迎え、遊撃手として開幕スタメンも勝ち取る。しかし、打撃の調子が上がらず調整のため一軍に帯同しながら二軍の試合に出場していた4月14日、自打球が顔に直撃し左鼻骨を骨折。同日の夜の一軍の試合にはフェイスガードを付けてベンチ入りしたが、4月24日に再調整のため登録抹消となった。その後、二軍で出場を続けていたが7月29日のイースタン・リーグの千葉ロッテマリーンズ戦の打席でファウルを打った際に右手有鈎骨を骨折し、8月1日に横浜市内の病院で摘出手術を受けた。一軍出場はわずか9試合で、リハビリ組に合流したままシーズンを終えた。11月7日、400万円減となる推定年俸1600万円で契約を更改した。
2024年は同姓の森唯斗が入団したため報道やスコアボードの表記が「森敬」に変更される。春季キャンプは、手術による影響などから3年ぶりにB班（二軍）でのスタートとなった。二軍では遊撃手だけではなく、二塁手、三塁手にも挑戦し調整を続け、5月10日に一軍に昇格。同日の阪神戦（横浜）で6回表に宮﨑敏郎が守備で負傷交代した影響で、イニング途中から守備につき、シーズン初打席となったその裏の攻撃では三塁打を記録。5月31日の北海道日本ハムファイターズ戦（エスコンフィールドHOKKAIDO）では、同点で迎えた延長10回に河野竜生からプロ初の決勝適時打を放った。京田陽太や大和らと併用されながら遊撃手として出場していたが、8月1日の広島東洋カープ戦（MAZDA Zoom-Zoom スタジアム広島）の二死満塁の守備の場面で、遊撃へのゴロに打ち取りながら、一塁送球ではなく二塁へのトスを選択したことで野手選択によって先制点を与えるプレーをしてしまい、次打席で代打を送られる懲罰交代を受け、翌日に登録抹消となった。森と一軍へ入れ替わる形で遊撃手を務めていた林琢真が骨折で離脱となった9月7日に再び一軍に登録されると、9月15日からの広島戦（マツダスタジアム）で再びスタメン起用され、16日の同カードの試合では4安打の活躍を見せるなど猛アピールを続け、再び遊撃手のポジションを奪取。シーズン終了までスタメン起用され、71試合の出場で打率.251、5打点、8盗塁という成績を残した。クライマックスシリーズでも全試合で遊撃スタメンとして起用され、阪神とのファーストステージ第1戦（甲子園）では、初回先頭打者の近本光司の三遊間への当たりをダイビングキャッチし、チームに流れを呼び込み、第2戦では3安打を記録したほか、三遊間深くのゴロを強肩でアウトにする好守も披露した。巨人とのファイナルステージ第6戦（東京ドーム）では、1回裏から一塁への悪送球によって先取点を献上し、4回裏の中継プレーでも落球をするなど続けてミスをしてしまうが、2点を追う5回表に適時三塁打を打ち自身のバットで同点に追いつく口火を切ると、5回裏に安打性の打球に飛びつく好捕、9回表は、牧秀悟の勝ち越し打を演出する好走塁で決勝の本塁を踏むなど躍動し、日本シリーズ進出に貢献した。福岡ソフトバンクホークスとの日本シリーズでも遊撃手としてフル出場し、8番・9番打者として打率.300、出塁率.440を記録するなど上位打線に繋ぐチャンスメイクの役割を果たし、球団26年ぶりの日本一達成の原動力となった。
2025年は、3月に開催されたラグザス侍ジャパンシリーズ2025オランダ代表戦（強化試合）にトップチームの日本代表として初選出される。レギュラーシーズンではこの年から本人の希望により、スコアボードの表記を「森敬」からフルネームの「森 敬斗」に変更。2年ぶりに遊撃手として開幕スタメンを勝ち取る。4月24日には同年1月撮り下ろしの、ホテルデートをテーマにしたデジタル写真集が小学館より発売された。その一方、本職では13試合で打率.175と打撃の状態が上がらず、4月15日の試合を最後に出番を与えられなくなり、26日に登録を抹消された。

## 選手としての特徴
全身にバネがあるような高い身体能力を持つ遊撃手。球界でも屈指の強肩と俊足を生かした守備範囲の広さで、三遊間の深い位置からでも矢のような鋭いスローイングを見せる。50メートル5秒8、遠投120メートル。
走攻守において失敗を恐れず攻撃的なプレーを見せるが、攻めの姿勢が裏目に出ることもあり、判断力や精度を高めることが課題と評されている。

## 人物
スピード感あるプレーと母校の先輩でラグビー選手の松島幸太朗の愛称から「ハマのフェラーリ」と呼ばれている。
オクシズと呼ばれる静岡の中山間地で生まれ育ち、山や川で遊びまわる野性的な幼少期を過ごす中で、持ち前の高い身体能力が培われた。
明るい性格でチームの雰囲気を変えるムードメーカー的な存在である。

## 詳細情報

### 年度別打撃成績
| 年 度     | 球 団     | 試 合 | 打 席 | 打 数 | 得 点 | 安 打 | 二 塁 打 | 三 塁 打 | 本 塁 打 | 塁 打 | 打 点 | 盗 塁 | 盗 塁 死 | 犠 打 | 犠 飛 | 四 球 | 敬 遠 | 死 球 | 三 振 | 併 殺 打 | 打 率 | 出 塁 率 | 長 打 率 | O P S |
| --------- | --------- | ----- | ----- | ----- | ----- | ----- | -------- | -------- | -------- | ----- | ----- | ----- | -------- | ----- | ----- | ----- | ----- | ----- | ----- | -------- | ----- | -------- | -------- | ----- |
| 2020      | DeNA      | 8     | 12    | 12    | 3     | 3     | 1        | 0        | 0        | 4     | 0     | 0     | 0        | 0     | 0     | 0     | 0     | 0     | 1     | 0        | .250  | .250     | .333     | .583  |
| 2021      | DeNA      | 44    | 113   | 103   | 15    | 20    | 4        | 2        | 0        | 28    | 5     | 4     | 2        | 1     | 2     | 7     | 0     | 0     | 30    | 1        | .194  | .241     | .272     | .513  |
| 2022      | DeNA      | 61    | 168   | 154   | 15    | 36    | 3        | 0        | 2        | 45    | 6     | 5     | 4        | 1     | 0     | 13    | 2     | 0     | 42    | 4        | .234  | .293     | .292     | .586  |
| 2023      | DeNA      | 9     | 14    | 12    | 0     | 2     | 0        | 0        | 0        | 2     | 1     | 1     | 0        | 1     | 0     | 1     | 0     | 0     | 1     | 0        | .167  | .231     | .167     | .397  |
| 2024      | DeNA      | 71    | 200   | 187   | 16    | 47    | 12       | 1        | 0        | 61    | 5     | 8     | 6        | 0     | 1     | 12    | 2     | 0     | 43    | 4        | .251  | .295     | .326     | .621  |
| 通算：5年 | 通算：5年 | 193   | 507   | 468   | 49    | 108   | 20       | 3        | 2        | 140   | 17    | 18    | 12       | 3     | 3     | 33    | 4     | 0     | 117   | 9        | .231  | .280     | .299     | .579  |

- 2024年度シーズン終了時

### 年度別守備成績
| 年 度 | 球 団 | 二塁  | 二塁  | 二塁  | 二塁  | 二塁  | 二塁     | 遊撃  | 遊撃  | 遊撃  | 遊撃  | 遊撃  | 遊撃     |
| 年 度 | 球 団 | 試 合 | 刺 殺 | 補 殺 | 失 策 | 併 殺 | 守 備 率 | 試 合 | 刺 殺 | 補 殺 | 失 策 | 併 殺 | 守 備 率 |
| ----- | ----- | ----- | ----- | ----- | ----- | ----- | -------- | ----- | ----- | ----- | ----- | ----- | -------- |
| 2020  | DeNA  | -     | -     | -     | -     | -     | -        | 2     | 0     | 1     | 0     | 0     | 1.000    |
| 2021  | DeNA  | -     | -     | -     | -     | -     | -        | 32    | 32    | 71    | 6     | 22    | .945     |
| 2022  | DeNA  | -     | -     | -     | -     | -     | -        | 50    | 63    | 122   | 6     | 22    | .969     |
| 2023  | DeNA  | -     | -     | -     | -     | -     | -        | 4     | 4     | 10    | 2     | 1     | .875     |
| 2024  | DeNA  | 1     | 3     | 4     | 0     | 1     | 1.000    | 67    | 84    | 164   | 12    | 24    | .954     |
| 通算  | 通算  | 1     | 3     | 4     | 0     | 1     | 1.000    | 155   | 183   | 368   | 26    | 69    | .955     |

- 2024年度シーズン終了時

### 記録
初記録
- 初出場・初打席・初安打：2020年10月27日、対読売ジャイアンツ21回戦（横浜スタジアム）、8回裏に石田健大の代打で出場、チアゴ・ビエイラから左越二塁打[22]
- 初先発出場：2020年10月31日、対阪神タイガース22回戦（横浜スタジアム）、「2番・遊撃手」として先発出場
- 初盗塁：2021年7月11日、対中日ドラゴンズ15回戦（バンテリンドーム ナゴヤ）、9回表に二盗（投手：ライデル・マルティネス、捕手：木下拓哉）
- 初打点：2021年7月12日、対阪神タイガース13回戦（阪神甲子園球場）、7回表に青柳晃洋から適時二塁打
- 初本塁打：2022年6月23日、対読売ジャイアンツ10回戦（東京ドーム）、6回表に戸田懐生から右中越2ラン

### 背番号
- 6（2020年 - ）

### 代表歴
- 2019 WBSC U-18ワールドカップ 日本代表

## 写真集
- 小学館 編『女性セブンデジタルフォトブック 横浜DeNAベイスターズ 森敬斗 ホテルデート』小学館、2025年4月24日。